# Коница, Мехмет
Мехмет бей Коница (алб. Mehmet bej Konica; 1881, Коница, Вилайет Янина, Османская империя — 1948, Рим, Италия) — албанский политический, дипломатический и государственный деятель. Министр иностранных дел Албании (30 января — 14 ноября 1920).

## Биография
Родился в городе Коница, которая в то время входила в состав Оттоманской империи (ныне Греция). Брат Фаика Коница.
Учился во франкоязычной школе в г. Янине. Окончил Галатасарайский лицей, затем университет.
Работал в МВД Османской империи, в 1903—1908 годах — дипломатическим пресс-секретарём в министерстве иностранных дел. В 1908—1913 годах служил в дипломатических учреждениях в Триесте , Фиуме , Сулина (Румыния), консулом на Корфу, в Варне.
В 1913 году принял участие в лондонской мирной конференции послов (1912—1913), на которой были приняты решения о признании независимости Албании.
В июне 1914 года некоторое время исполнял обязанности министра иностранных дел Албании. В 1918 году председательствовал на конгрессе в Дурресе, в котором приняли участие сторонники тесного сотрудничества между Албанией и Италией, целью которого было создание Албанского национального совета или правительства. В декабре 1918 года снова стал и. о.министра иностранных дел.
Сопровождал Феофана (Ноли) в поездке на заседание Лиги Наций.
В марте 1922 — мае 1925 года служил Чрезвычайным и Полномочным Послом Албании в Великобритании.
Хотя М. Коница в начале был противником Ахмета Зогу в 1926 году, он вёл переговоры в Риме от его имени.
Позже служил в качестве неофициального политического советника и посредника, представляя Албанию на Балканских конференциях 1931 года
В начале Второй мировой войны Мехмет бей Коница был интернирован итальянцами в Риме, а затем, во время немецкой оккупации был назначен министром иностранных дел Албании, но отказался занять эту должность.
Умер в изгнании в Риме.